# Barberini-evangeliarium

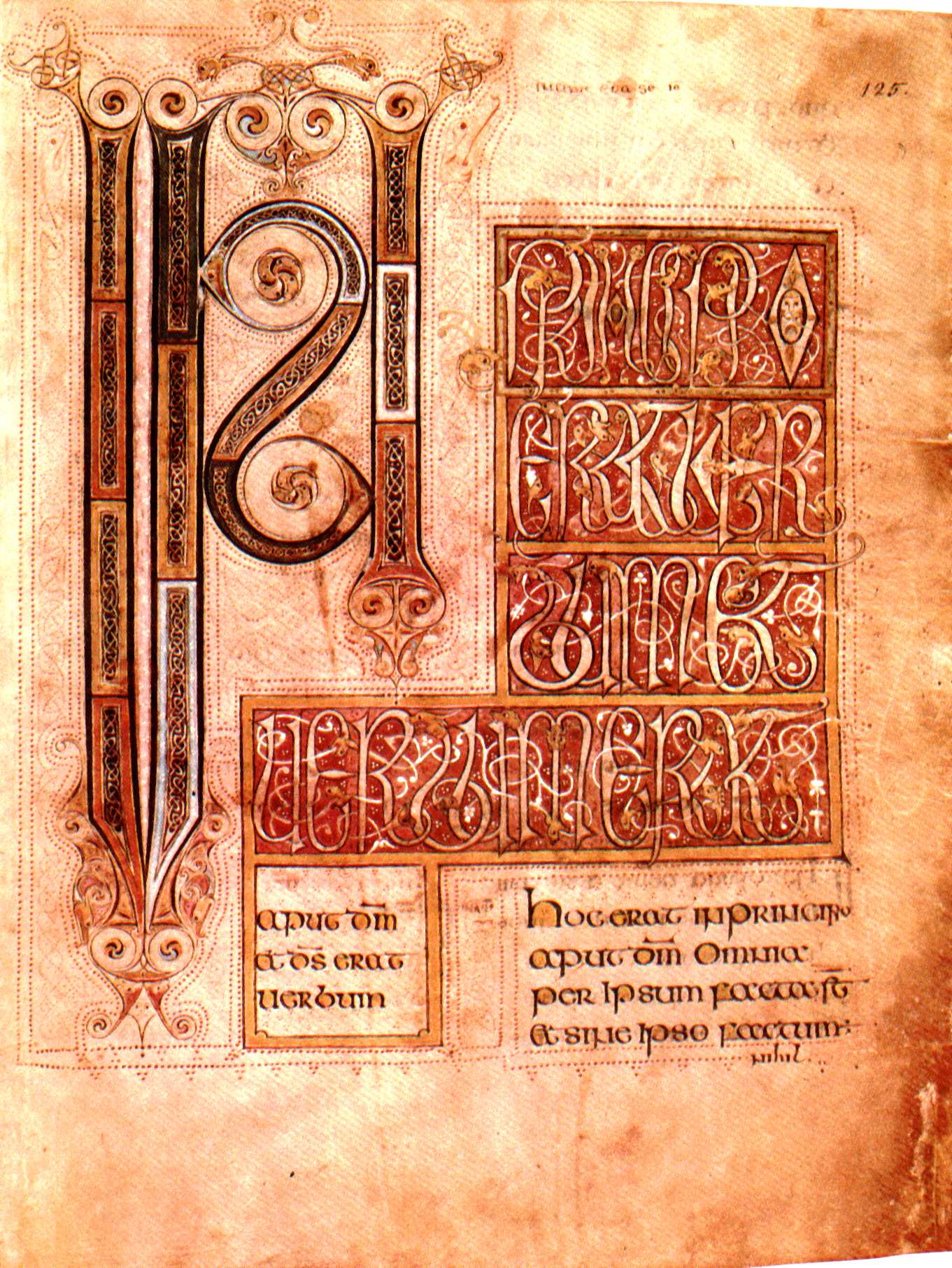
Barberini evangeliarium, f125r, de incipit van het Johannes-evangelie.

Het Barberini-evangeliarium is een verlucht evangeliarium uit de 8e eeuw dat vandaag bewaard wordt in de Vaticaanse Bibliotheek met als signatuur Barberini Lat. 570. Het wordt ook het Wigibald evangeliarium genoemd omdat in de colofon de tekst ‘ora pro uuigbaldo’ (bid voor Wigibald) voorkomt.
Het werd geschreven en verlucht in een Hiberno-Saksische stijl, maar tot op heden kon niet exact worden vastgesteld waar het handschrift ontstond. Men kon vier handen herkennen waarvan twee Northumbrisch zijn en een derde verwijst naar Mercia. De stijl van het boek leunt aan bij de Southumbrische ‘Tiberius’ groep (Psalter van Vespasianus, Codex Aureus van Stockholm) en bij Northumbrisch werk uit die periode. Men gaat vandaag uit van een waarschijnlijk ontstaan in een plaats in Mercia of in York.
Het boek behoorde tot de collectie van Francesco Barberini (1597-1679) en werd in 1902 opgenomen in de collectie van de Vaticaanse Bibliotheek. Het manuscript werd door de academische wereld verwaarloosd tot Nancy Bishop er in 2004 een doctoraatsthesis aan wijdde.

## Beschrijving

### Codicologisch
Het handschrift bestaat uit 153 perkamenten folia van ca. 340 x 250 mm. De Latijnse tekst is geschreven in twee kolommen met 28 lijnen per kolom, in uncialen. De tekst is gebaseerd op de Vulgaat hoewel hier en daar zinnen uit de Vetus Latina zijn overgenomen.

### Inhoud
Het handschrift bevat:
- ff1r-6v: de canontabellen van Eusebius
- ff7r-7v: de brief van Hiëronymus aan paus Damasus
- ff8r-47v: Evangelie volgens Matteüs
- ff48r-75v: Evangelie volgens Marcus
- ff75v-121v: Evangelie volgens Lucas
- ff121v-153r: Evangelie volgens Johannes

### Verluchting
Elk evangelie worden voorafgegaan door een evangelistenportret en een grote gedecoreerde initiaal met de beginletter van de evangelietekst. Daarnaast zijn er nog elf andere versierde initialen.
In de timpaan van de canontabellen zijn antropomorfische afbeeldingen van de apostelsymbolen aangebracht zoals in de Codex Eyckensis. De evangelistenportretten op ff11v, 50v, 79v en 124v zijn portretten van figuren in een gestileerd landschap. Ze hebben een baard en ze worden voorgesteld al schrijvend op een boekrol. De voorstelling van de evangelisten gaat terug op Byzantijnse voorbeelden.
De andere miniaturen hebben betrekking op de tekst waarbij ze geplaatst zijn.